# 花井お梅

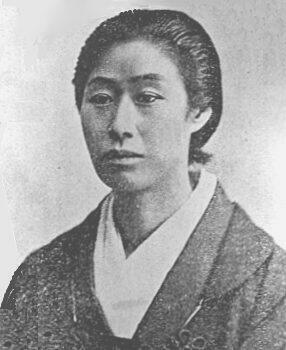
花井お梅

花井 お梅（はない おうめ、1863年（元治元年） - 1916年（大正5年）12月13日）は、幕末から大正時代にかけての女性。芸妓などで生計を立てていたが、1887年（明治20年）に犯した殺人事件が、色々な演芸に脚色され、演じられた。

## 生涯
本名ムメ。佐倉藩の下級武士、専之助の娘に生まれ、9歳のとき、養女に売られた。15歳で柳橋の芸妓小秀となり、18歳のとき、新橋へ移って『秀吉』を名乗った。豊臣秀吉のように大成しよう意気込みからと言われる。一時寄席へ出て噺家をしていたこともあった。
美貌で気っぷがよかった反面、勝ち気で酒癖が悪く、切れ易かった。座敷でお梅を見かけたベルツは、そのヒステリックな性格から「人殺しでもしかねない女だ」と言ったという（事件後、この話が広まり、ベルツは人相占いができると騒がれた）。
第百三十三国立銀行の頭取某の世話になりながら、四代目沢村源之助に惚れて貢いだ。そして源之助と悶着を起こし、その件で付き人を解雇された八杉峰三郎（峯三郎、峰吉、峯吉とも書かれる）を、自分の箱屋（お座敷へ行くときに、三味線の箱を持って従う男）に雇った。
1887年（明治20年）5月（24歳）、頭取某から浜町2丁目に待合『酔月（酔月楼）』を宛われ（『水月』ともある
）、主人となる。
翌月6月9日の夜、浜町河岸でお梅は峰三郎を刺し、峰三郎は逃げてのち死に、お梅は父親に連れられて自首した。美人芸妓の殺人に新聞が飛びつき、お梅は『毒婦』に仕立てられたが、犯行直後の当人は、動顛して歩けないほどだった。刺した動機は、「ホンのハズミ」、「峯吉の陰口への腹立ち」、「峰吉に横恋慕される鬱陶しさと彼に待合を乗っ取られるのではの疑心」など、ノンフィクションの資料にもまちまちである。峯吉の亡骸は、麻布長谷寺に葬られたあと、1888年に浅草今戸町本龍寺に改葬され、歌舞伎役者や芸妓、同業の箱屋などが一堂に会して法要が行なわれた。
大岡育造らが弁護に立ち、無期徒刑となり、服役中の動静が新聞だねになった。15年後の1903年4月釈放された。出獄を見ようと群がる野次馬を避けて、早めに刑務所の裏口から出た。40歳だった。
その9月、浅草千束町（現、台東区千束）に汁粉屋を、続いて神田連雀町（現、神田須田町と神田淡路町の一部）に洋食屋を開いたが、お梅を見に来る一過性の野次馬客が去って店仕舞いし、牛込岩戸町（現、新宿区岩戸町）で小間物屋を始め、これも続かなかった。
1905年（明治38年）秋、42歳、峰三郎殺しの芝居の旅回りを始めた。
1916年（大正5年）夏、53歳、新橋の芸妓に戻り、秀之助を名乗った。その12月13日、肺炎のため、蔵前片町（現、台東区蔵前1丁目）にあった精研堂病院で没した。嘗て源之助を巡る恋敵だった芸妓喜代次が看取った。
墓は西麻布2丁目の長谷寺にある。戒名は『戒珠院梅顔玉永大姉』。かたわらに、1935年の流行歌『明治一代女』を作詞した藤田まさとの歌碑が建てられている。
十五雛妓であくる年　花の一本ひだり褄　好いた惚れたと大川の　水に流した色のかず　花がいつしか命とり

## 関連作品

### 評伝
- 田村栄太郎『妖婦列伝』雄山閣、1960年。（他に、おさめの方、絵島、白子屋お常とお熊、妲己のお百、花鳥、切られ与三郎と横櫛お富、夜嵐お絹、高橋お伝、など）
- 朝倉喬司 『毒婦伝 高橋お伝、花井お梅、阿部定』平凡社、1999年。後に 中公文庫、2013年。

### 音曲
- 五代目富士松加賀太夫：『梅雨衣酔月情話』（新内）、（1888）
- 藤田まさと作詞、大村能章作曲：『明治一代女』（流行歌）、（1935）

### 演劇
（ ）内の西暦は、初演年次。
- 秋葉亭霜楓：『花井於梅酔月奇聞』（1888）作、（上演実績不詳）
- 河竹黙阿弥：『月梅薫朧夜』、 五代目尾上菊五郎一座（1889）
- 伊原青々園：『仮名屋小梅』、新派の河合武雄・喜多村緑郎一座（1919）
- 川口松太郎：『明治一代女』、新派の花柳章太郎ら（1935）
- 伊原青々園：『小梅と一重』、新派合同公演（1940）
- 北条秀司：『振袖紅梅』、劇団新派（1976）

### 映画
- 川口吉太郎監督：『花井お梅』、松竹蒲田撮影所（1922）、五代目沢村源之助ほか出演
- 吉野二郎監督：『花井お梅』、松竹蒲田撮影所（1926）、川田芳子ほか出演
- 丘虹二監督：『花井お梅』、河合映画製作社 （1929）、鈴木澄子ほか出演
- 蔦見丈夫監督：『仮名屋小梅』、発声映画社（1930）、五月信子ほか出演
- 田坂具隆監督：『明治一代女』、日活多摩川撮影所・入江プロダクション（1935）、入江たか子、島耕二ほか出演
- 伊藤大輔監督：『明治一代女』、新東宝 （1955）、木暮実千代、田崎潤ほか出演
- 衣笠貞之助監督：『情炎』、大映東京撮影所（1959）、山本富士子、勝新太郎、船越英二ほか出演